# Metalectra
Metalectra là một chi bướm đêm thuộc họ Erebidae.

## Loài
- Metalectra albilinea Richards, 1941
- Metalectra bigallis J.B. Smith, 1908
- Metalectra cinctus J.B. Smith, 1905 (sometimes spelled Metalectra cincta)
- Metalectra diabolica Barnes & Benjamin, 1924
- Metalectra discalis Grote, 1876
- Metalectra edilis J.B. Smith, 1906
- Metalectra geminicincta Schaus, 1916
- Metalectra miserulata Grote, 1882
- Metalectra quadrisignata Walker, 1858
- Metalectra richardsi Brower, 1941
- Metalectra tantillus Grote, 1875